# Provocazione (film 1995)
Provocazione, noto anche come Vizio e provocazione, è un film del 1995 diretto da Joe D'Amato.

## Trama
Carlo gestisce una locanda ed è sposato con Amelia ma, più che un marito, è un padrone vizioso che la sfrutta in cucina e a letto senza mai gratificarla d'un gesto affettuoso.
Amelia, intristita dal matrimonio, cerca d'evadere dalla realtà trasformando gli squallidi amplessi con il marito in altrettanti rapporti con Rolando, un cliente della locanda con cui sogna di fuggire.